# Dientzenhofer-Gymnasium Bamberg
Das Dientzenhofer-Gymnasium Bamberg (kurz DG) ist ein naturwissenschaftlich-technologisches und neusprachliches Gymnasium in Bamberg. Es ist nach der Baumeisterfamilie Dientzenhofer benannt, deren Vertreter während der Barockzeit unter anderem im fränkischen Raum wirkten. Das DG ist die größte Seminarschule in Oberfranken.

## MINT-Schwerpunkt
Das Dientzenhofer-Gymnasium wurde 2011 in das nationale Excellence-Schulnetzwerk MINT-EC aufgenommen.

## Schwerpunkt Umweltschule
Das Dientzenhofer-Gymnasium wurde als erste Schule Oberfrankens und zweite Schule Deutschlands gemäß dem EU-Öko-Audit erfolgreich validiert. Seit 2003 erhielt das Dientzenhofer-Gymnasium jedes Jahr das Prädikat Umweltschule in Europa.

## Sprachunterricht
Neben dem Kanon der üblichen Sprachen bietet das Dientzenhofer-Gymnasium auch zeitweise Russisch und Spanisch als Wahlfächer an.

## Bekannte Absolventen des Gymnasiums
- Matthias Bartelmann (* 1965), Professor für Astrophysik
- Wilfried Böse (1949–1976), Terrorist
- Stefan Dassler (1962–2023), Sachbuchautor
- Valentin Eichler (* 1980), Bratschist
- Helmut Fleischer (* 1964), ehemaliger Fußball-Bundesliga-Schiedsrichter
- Werner Hipelius (* 1947), Kommunalpolitiker (CSU) und Bürgermeister von Bamberg
- Erik Land (* 1990), Basketballer
- Christopher McNaughton (* 1982), Basketballer
- Dieter Nickles (* 1963), bekannter Sportjournalist/Fernsehmoderator
- Moritz Sanders (* 1998), Basketballer
- Johannes Thiemann (* 1994), Basketballer, Deutscher Nationalspieler, Weltmeister 2023
- Peter Zeis (* 1989), Basketballer